# جائزة فولني
جائزة فولني (بالإنجليزية: Prix Volney)‏‏ هي جائزة أدبية تُمنح من قبل معهد فرنسا. سُميت نسبةً إلى قسطنطين فرانسوا فولني.